# Landsat 5
Landsat 5 – satelita obserwacji Ziemi będący częścią programu Landsat prowadzonego wspólnie przez NASA, NOAA i USGS. Funkcjonujący do 2013 satelita został uznany za najdłużej działającego satelitę obserwacji Ziemi w historii, co zostało zapisane w Księdze rekordów Guinnessa. 

## Wyposażenie
Pierwotnie satelita był opracowywany jako zapasowy na potrzeby misji Landsat 4. Głównymi instrumentami satelity były MSS – czterokanałowy skaner wielospektralny o rozdzielczości 80 m oraz TM – siedmiokanałowy sensor optyczny o rozdzielczości 30 m w paśmie światła widzialnego i 120 m w podczerwieni.
Maksymalna przepustowość łącza pomiędzy satelitą a stacjami naziemnymi poprzez sieć TDRSS wynosiła 85 megabitów na sekundę.

## Misja
Landsat 5 został wyniesiony na orbitę okołoziemską 1 marca 1984 za pomocą rakiety Delta 3920 startującej z bazy Vandenberg. Został on wyniesiony na orbitę heliosynchroniczną, znajdującą się ok. 705,3 km nad powierzchnią Ziemi, z okresem rewizyty 16 dni. 
Landsat 5 był pierwszym satelitą, który przesłał z kosmosu zdjęcia Czarnobylskiej Elektrowni Jądrowej po wybuchu reaktora 26 kwietnia 1986. Ponadto za jego pomocą zaobserwowano zjawisko masowej wycinki lasów tropikalnych oraz uchwycono tsunami na Oceanie Indyjskim w roku 2004.
26 listopada 2005 awarii uległ sterownik położenia panela słonecznego względem Słońca, co nie pozwalało na generowanie mocy wystarczającej do naładowania baterii satelity. Po niemal miesięcznej dyskusji opracowano nowe procedury, które pozwoliły na dalsze prawidłowe funkcjonowanie satelity.
18 grudnia 2009 znajdujący się na pokładzie nadajnik radiowy przerwał transmisję. Przyczyną była awaria jednej z dwóch odpowiedzialnych za wzmacnianie sygnału lamp o fali bieżącej, która funkcjonowała od 1987, kiedy to główna lampa została wyłączona z powodu problemów z łącznością. W styczniu 2010 przeprowadzono udany test z wykorzystaniem głównej lampy nadajnika, polegający na próbnym uzyskaniu obrazu podczas przelotu satelity nad Ameryką Północną.
18 listopada 2011 zawieszono odbieranie obrazów z satelity z powodu spadku wydajności wzmacniacza w systemie transmisji danych.

### Żywotność
Oryginalnie planowany na 3 lata ciągłej pracy, Landsat 5 znacząco przekroczył ten czas, działając przez ponad dwie dekady. Znaczącym czynnikiem sprzyjającym przedłużonej żywotności satelity była dodatkowa ilość paliwa, która mogła pozwolić na późniejsze przechwycenie satelity przez załogę promu kosmicznego. Jeżeli zachodziła potrzeba, satelita mógł wykorzystać naddatek paliwa do obniżenia orbity. Zamiast tego naddatek paliwa został wykorzystywany do utrzymania stabilnej orbity przez jak najdłuższy czas.
10 lutego 2013 NASA ogłosiła, że Landsat 5 został wpisany do Księgi rekordów Guinnessa jako najdłużej działający satelita obserwacji Ziemi w historii, z wynikiem ponad 28 lat i 10 miesięcy.

### Koniec misji
W połowie 2012, po serii awarii trapiących satelitę, zespół USGS odpowiedzialny za satelity Landsat rozpoczął prace nad planem wyłączenia Landsata 5 zgodnie z międzynarodowymi normami. W chwili rozpoczęcia prac nie znano jeszcze konkretnej daty wyłączenia satelity. W listopadzie 2012 jeden z trzech żyroskopów znajdujących się na pokładzie satelity uległ uszkodzeniu. Awaria kolejnego oznaczała pozostawienie nieczynnego satelity na orbicie roboczej. Biorąc pod uwagę te okoliczności, 21 grudnia 2012 USGS poinformowała, że Landsat 5 zostanie permanentnie wyłączony tak szybko, jak to możliwe.
6 stycznia 2013 odebrano ostatni obraz z Landsata 5. Dziewięć dni później rozpoczęto manewry orbitalne mające skierować satelitę na orbitę cmentarną, znajdującą się poniżej 705 km. 5 czerwca 2013, gdy paliwo znajdujące się w zbiornikach satelity uległo wyczerpaniu, kontrolerzy USGS wydali komendy wyłączające poszczególne ruchome podzespoły satelity i powodujące zaprzestanie generowania oraz magazynowania energii elektrycznej. Ostatnią komendą wyłączono pokładowy nadajnik radiowy, co ostatecznie zakończyło misję Landsata 5, trwającą 29 lat, 3 miesiące i 4 dni od dnia startu. Przez ten okres satelita okrążył Ziemię ponad 150 000 razy, przesyłając ponad 2,5 miliona zdjęć powierzchni lądowej z całego świata. 
Biorący udział w projekcie naukowcy przewidują, że satelita ulegnie zniszczeniu w atmosferze ziemskiej w okolicach roku 2034. Obecnie zadania satelity przejęły satelity Landsat 7 oraz Landsat 8.